# Grasdorf (Grasberg)
Grasdorf (plattdeutsch Grasdörp) ist ein Ortsteil der Gemeinde Grasberg im niedersächsischen Landkreis Osterholz. Der Ort liegt südöstlich des Kernortes Grasberg. Südlich verläuft die Landesstraße L 154.

## Geschichte
Der Ort wurde 1784 im Rahmen der Moorkolonisierung des Teufelsmoores gegründet. Im Jahr 1910 lebten dort 213 Einwohner.